# ジョニエル・モンターニョ
ジョニエル・エステニエル・モンターニョ・カイセド（Johnnier Esteiner Montaño Caicedo, 1983年1月14日 - ）は、コロンビア・サンティアゴ・デ・カリ出身の元サッカー選手。元コロンビア代表。現役時代のポジションは攻撃的ミッドフィールダー必要に応じてフォワード。ホニエル・モンターニョとも表記される。
かつては、コロンビア・サッカー界で最も有望な選手の1人としてのみならず、世界的に見ても才能に溢れた選手の1人と評されており、2001年にはドン・バロン誌による世界の若手選手100人に選出された。

## 経歴

### クラブ

#### 初期
9歳の時に地元のアメリカ・デ・カリでキャリアを開始したモンターニョは、人気を得るほどの活躍を見せたことから国外のクラブからも注目を集め、1998年1月の15歳の時にアヤックス・アムステルダムの育成機関であるアヤックス・アカデミーに招待された。しかし、契約を締結することができなかったため一旦母国へ帰国し、それから程なくしてアルゼンチン2部のキルメスACと契約。キルメスでは主にリザーブチームやユースチームで経験を積み、トップチームでは僅かな出場機会にとどまっていたものの、1999年6月にフランスで行われたトゥーロン国際大会にU-20代表として参加した際に同大会で優勝に導く活躍を見せたことで、イタリア1部のパルマFCとの契約を勝ち取ることに成功し、同胞のホルヘ・ボラーニョと共に移籍した。

#### イタリア
パルマでは、加入当初から戦力の1人としてトップチームに登録され、その16歳という年齢からチームのマスコット的な存在として同僚から可愛がられていたが、母国への郷愁から無断で冬に家族へ会いにコロンビアに帰国し、2月中旬まで戻ってこないことがあった。コロンビアからチームに復帰後は、再びトップチームと下部組織への往来の日々だった。
2001-02シーズンになると、指導を受けたアルベルト・マレザーニ監督に連れられるようにエラス・ヴェローナFCへ期限付き移籍をした。しかし、序盤戦でスタメン確保に失敗したため、10試合の出場でシーズンを終了した。
次のシーズンは同リーグのピアチェンツァ・カルチョへ貸し出されると、序盤はダリオ・ヒュブナーとコンビを組み、ブレシア・カルチョ戦でセリエA初得点を挙げる活躍を見せていたが、シーズンはが進むに連れてパフォーマンスが大幅に悪化し、更に冬の中断期間中に無断でコロンビアへ帰国したことが状態を悪化させた。その行動がファンの怒りを買い、ピアチェンツァに復帰後の練習中に一部のファンから襲われる状態となったこともあり、シーズン途中にパルマへ復帰することが決定した。
パルマに復帰するもモンターニョの居場所は既になく、クラブ側は契約が満了するまで南米に貸し出すことにした。

#### 南米復帰
自身のキャリアを開始したアメリカ・デ・カリへ2004年に期限付き移籍で復帰し、翌2005年はインデペンディエンテ・サンタフェに貸し出されるも、地位を確立することは出来なかった。2006年にパルマとの契約を解消すると、カタール1部のアル・ワクラSCと契約したが、中東の地でも力を示すことは出来なかった。
母国のコルトゥルアを経てペルー1部のスポルト・ボーイズと契約。スポルト・ボーイズを上位へ導く活躍を見せたことで、リーグ2番目の優勝回数を誇るアリアンサ・リマと契約を締結したが、その一方でリーグ最多優勝のウニベルシタリオ・デポルテスと暫定合意に達していたため議論を呼び、移籍は暗礁に乗り上げる事態となっていた。その最中、渦中のモンターニョは2008年2月にアメリカ1部トロントFCのトライアルを受けていたが、最終的に調停と紛争解決の商工会議所 (Cámara de Conciliación y Resolución de Disputas, CCRD) の決定を受けてペルーサッカー連盟はモンターニョのアリアンサ・リマへの移籍を発表した。
2010年6月17日にトルコ1部昇格組のコンヤスポルへ1年間の期限付き移籍が決定。その後はアリアンサ・リマに復帰し、2012年3月19日に自由移籍でウニベルシダ・サン・マルティンと2年契約を締結した。
2015年、FBCメルガルへ移籍。2016年、アリアンサ・リマに復帰。2017年、スポルト・ボーイズに復帰。

### 代表
15歳でU-20コロンビア代表としてトゥーロン国際大会に出場し、同年のコパ・アメリカ1999では、ファウスティーノ・アスプリージャが負傷したことでA代表未経験ながらも一員に選出され、マルティン・パレルモがペナルティーキックを3度も失敗したことで有名となったアルゼンチン戦 (3-0) で初得点を挙げた。

## タイトル

### 代表
U-20コロンビア代表
- トゥーロン国際大会 : 1999[15]

### 個人
- ペルー・プリメーラ・ディビシオン最優秀MF : 2009[16]
- ペルー・プリメーラ・ディビシオン最優秀外国人選手賞 : 2009[16]